# Liste von Windkraftanlagen in Ungarn
Die Liste von Windkraftanlagen in Ungarn bietet ihnen einen Überblick über die installieren Windkraftanlagen im Land Ungarn. Als Windparks gelten Standorte mit drei oder mehr Anlagen. Anlagen mit Stahlfachturm sind durch "Kursivschrift" gekennzeichnet. Wieder abgebaute Anlagen ohne Repowering am gleichen Standort sind durchgestrichen. Da laufend neue Anlagen errichtet werden, erhebt diese Liste keinen Anspruch auf Vollständigkeit.

## Übersicht
| Name                             | Baujahr   | Gesamt- leistung (MW) | Anzahl | Typ (WKA)                                   | Ort              | Komitat              | Koordinaten                  | Projektierer/Betreiber | Bemerkungen |
| -------------------------------- | --------- | --------------------- | ------ | ------------------------------------------- | ---------------- | -------------------- | ---------------------------- | ---------------------- | ----------- |
| Windkraftanlage Bükkaranyos      | 2004      | 0,22                  | 1      | Vestas V27-225kW(1×)                        | Bükkaranyos      | Borsod-Abauj-Zemplén | 47° 57′ 59″ N, 20° 47′ 59″ O | Nagy-Ferenczi KFT      |             |
| Windkraftanlage Csorna           | 2006      | 0,8                   | 1      | Enercon E-48(1×)                            | Csorna           | Gyor-Moson-Sopron    | 47° 37′ 18″ N, 17° 16′ 13″ O |                        |             |
| Windkraftanlage Erk              | 2005      | 0,8                   | 1      | Enercon E-48 (1×)                           | Tarnaörs         | Heves                | 47° 36′ 39″ N, 20° 5′ 22″ O  |                        |             |
| Windkraftanlage Felsozsolca      | 2006      | 2,0                   | 1      | Vestas V90-2.0MW(1×)                        | Felsozsolca      | Borsod-Abauj-Zemplén | 48° 5′ 51″ N, 20° 54′ 27″ O  | N-Zoll Trans Kft       |             |
| Windkraftanlage Kulcs            | 2001      | 0,6                   | 1      | Enercon E-40/6.44 (1×)                      | Kulcs            | Weissenburg          | 47° 3′ 35″ N, 18° 54′ 33″ O  |                        |             |
| Windkraftanlage Lövő             | 2010      | 2,0                   | 1      | Vestas V90-2.0MW(1×)                        | Lövő             | Gyor-Moson-Sopron    | 47° 31′ 25″ N, 16° 45′ 38″ O |                        |             |
| Windkraftanlage Mecsér           | 2007      | 0,8                   | 1      | Enercon E-48 (1×)                           | Mecsér           | Győr-Moson-Sopron    | 47° 47′ 35″ N, 17° 27′ 31″ O |                        |             |
| Windkraftanlage Mezotur          | 2006      | 1,5                   | 1      | Fuhrländer FLMD77 (1×)                      | Mezotur          | Jasz-Nagykun-Szolnok | 47° 1′ 5″ N, 20° 34′ 33″ O   | Mezowind Kft           |             |
| Windkraftanlage Papakovacsi      | 2008      | 2,0                   | 1      | Vestas V90-2.0MW (1×)                       | Papakovacsi      | Wesprim              | 47° 15′ 17″ N, 17° 29′ 41″ O |                        |             |
| Windkraftanlage Törökszentmiklós | 2006      | 1,5                   | 1      | Fuhrländer FLMD77 (1×)                      | Törökszentmiklós | Jasz-Nagykun-Szolnok | 47° 8′ 38″ N, 20° 26′ 49″ O  | Gyulawind Kft          |             |
| Windkraftanlage Varpalota        | 1996      | 0,25                  | 1      | Nordex N29/250 (1×)                         | Varpalota        | Wesprim              | 47° 12′ 15″ N, 18° 11′ 44″ O |                        |             |
| Windkraftanlage Vép              | 2005      | 0,6                   | 1      | Enercon E-40/6.44 (1×)                      | Vép              | Eisenburg            | 47° 13′ 57″ N, 16° 41′ 24″ O |                        |             |
| Windpark Cseteny                 | 2005 2006 | 6,0                   | 3      | Vestas V90-2.0MW (3×)                       | Cseteny          | Wesprim              | 47° 18′ 23″ N, 18° 1′ 18″ O  |                        |             |
| Windpark Sopronkövesd            | 2007 2008 | 16,0                  | 8      | Vestas V90-2.0MW (7×) Vestas V80-2.0MW (1×) | Sopronkövesd     | Gyor-Moson-Sopron    | 47° 33′ 53″ N, 16° 45′ 0″ O  | Germania Windpark      |             |
| Windpark Ujronafor               | 2005      | 2,8                   | 4      | Enercon E-40/6.44 (2×) Enercon E-48 (2×)    | Ujronafor        | Gyor-Moson-Sopron    | 47° 48′ 57″ N, 17° 10′ 22″ O |                        |             |